# La Poudre aux yeux (film)
Pour plus de détails, voir Fiche technique et Distribution.
La Poudre aux yeux est un film français réalisé par Maurice Dugowson, sorti en 1995.

## Fiche technique
- Titre : La Poudre aux yeux
- Réalisation : Maurice Dugowson
- Scénario : Odile Barski, Jacques Dugowson, Maurice Dugowson, d'après le roman de Maurice Achard[1]
- Dialogues : Jacques Dugowson, Maurice Dugowson
- Photographie : Jacques Guérin
- Son : Norbert Garcia
- Décors : Valérie Grall
- Costumes : Pascaline Suty
- Musique : Jean-Claude Vannier
- Montage : Marie-France Ghilbert
- Sociétés de production : SFP Cinéma - Canal + - MKL Productions
- Pays d'origine :  France
- Durée : 95 minutes
- Date de sortie : France, 18 janvier 1995

## Distribution
- Robin Renucci : Arnold
- Marilyne Canto : Juliette
- Marc Jolivet : Shakespeare
- Emmanuelle Lepoutre : Isabelle
- Pierre-Loup Rajot : Léonard
- Myriam Boyer : l'ophtalmo